# Tolmerus inhonestus
Tolmerus inhonestus là một loài ruồi trong họ Asilidae. Tolmerus inhonestus được Lehr miêu tả năm 1972. Loài này phân bố ở vùng Cổ Bắc giới.